# Sonora (Baja California)
Sonora o Ejido Sonora es una localidad de la delegación Venustiano Carranza, en el municipio de Mexicali, Baja California. Según el censo de 2020, tiene una población de 1420 habitantes. Está enclavada en la zona del Valle de Mexicali. 
El nombre de Ejido Sonora le fue adjudicado a esta localidad en homenaje al Estado de Sonora. Es la tercera localidad más importante en su delegación, por el número de habitantes. El primer lugar es ocupado por la cabecera delegacional, que es la Colonia Carranza.

## Geografía
Se encuentra aproximadamente en el centro-oeste de la zona del Valle de Mexicali en las coordenadas 115° 13′ 53″ longitud oeste y 32°17'10" latitud norte. En promedio el poblado tiene altitud de 14 m s. n. m.  Está conectada con el resto del municipio principalmente por las carreteras estatales n.º 42 y 101. La primera conecta al sur con la carretera estatal n.º 4 a la altura de Ejido Durango, terminando su tramo en el extremo norte precisamente en el entronque con la carretera 101. Esta carretera recorre el poblado aproximadamente de este a oeste, enlazando al este con la carretera estatal n.º 1, que va de Estación Delta a Venustiano Carranza y al oeste vira hacia el noreste para entroncar con la carretera estatal n.º 10, exactamente en el poblado del ejido Nayarit.
A campo traviesa, Ejido Sonora se encuentra a poco menos de un kilómetro y medio al sureste del poblado del ejido Nayarit. Sin embargo, siguiendo la carretera 101 el recorrido es de poco más de 3.7 km. El ejido Durango dista alrededor de 4 km siguiendo hacia el sur-sureste la carretera 42. La cabecera delegacional, el poblado Venustiano Carranza, se encuentra a poco menos de 9 km tomando la 101 y luego la estatal 1, y a poco más de 12 km tomando la 42 y luego la estatal 4. La ciudad de Mexicali, cabecera municipal, se encuentra a alrededor de 39.5 kilómetros tomando la ruta más corta por las carreteras 101, 10 y la 5 federal.